# Союз радикальной политической экономии
Союз радикальной политической экономии (англ. Union for Radical Political Economics, UPRE) — международная организация экономистов; основан в 1968 г. студентами и преподавателями Мичиганского университета (Анн-Арбор, шт. Мичиган). Союз объединяет экономистов неомарксистской ориентации (см. Марксистская политическая экономия).
За последние годы союз провел ряд конференций: 1999 — Нью-Йорк; 2001 — Новый Орлеан; 2002 — Атланта; 2003 — Вашингтон; 2004 — Сан-Диего; 2005 — Филадельфия; 2006 — Бостон (5-8 января). В 2007 г. конференция прошла с 5 по 7 января в Чикаго.
Общество издает журнал «Review of Radical Political Economics».